# 三合泥
三合泥是一种甜食类小吃，流行于川西地区。其主要原料包括三种：糯米、黑豆、芝麻，而成品为泥状，由此得名三合泥。其特点为酥香油润、味甜不腻。三合泥由成都董树山创制，后由古月胡甜食店经营，因此成都人又常称之为“古月胡三合泥”。